# União das Freguesias de Crato e Mártires, Flor da Rosa e Vale do Peso
Die União das Freguesias de Crato e Mártires, Flor da Rosa e Vale do Peso ist eine portugiesische Gemeinde (Freguesia) im Kreis (Concelho) Crato im Alto Alentejo, Portugal.

## Geschichte
Die Gemeinde entstand im Zuge der Gebietsreform vom 29. September 2013 durch die Zusammenlegung der ehemaligen Gemeinden Crato e Mártires, Flor da Rosa und Vale do Peso.
Crato wurde Sitz der neuen öffentlichen Verwaltung.

## Demographie
| Freguesia | Freguesia                                     | Freguesia | Freguesia       | ehemalige Freguesias | ehemalige Freguesias | ehemalige Freguesias | ehemalige Freguesias |
| --------- | --------------------------------------------- | --------- | --------------- | -------------------- | -------------------- | -------------------- | -------------------- |
| Wappen    | Freguesia                                     | Einwohner | Fläche in (km²) | Wappen               | Freguesia            | Einwohner            | Fläche in (km²)      |
|           | Crato e Mártires, Flor da Rosa e Vale do Peso | 2002      | 254,56          |                      | Crato e Mártires     | 1726                 | 178,98               |
|           | Crato e Mártires, Flor da Rosa e Vale do Peso | 2002      | 254,56          | Flor da Rosa         | 254                  | 9,91                 |                      |
|           | Crato e Mártires, Flor da Rosa e Vale do Peso | 2002      | 254,56          | Vale do Peso         | 258                  | 65,66                |                      |